# Poteau (política)
En el lunfardo político de Canadá, el término poteau designa a un candidato en una elección, que está debidamente inscrito y propuesto, pero que es percibido  como con pocas o ninguna chance de victoria o de éxito, y que por lo general se involucra relativamente poco en la campaña. El equivalente de este término en inglés es paper candidate, o sea candidato de papel.
Los partidos políticos a veces utilizan poteaux en algunas circunscripciones electorales, a pesar de que allí no se cuente con un apoyo apreciable ni se piense que los candidatos puedan jugar en la práctica algún rol, y en ciertos casos eso se hace con el fin de presentar candidatos en todas las circunscripciones del país o de la provincia en cuestión, para así dar una mejor imagen pública como agrupación política, y/o a veces para obtener alguna ventaja indirecta derivada de la ingeniería electoral y reglamentación que es de aplicación. También es usual emplear esta estrategia, para alcanzar el nivel obligatorio requerido por la ley en cuanto a candidatos titulares y suplentes, y/o para mantener el estatus legal de partido político activo.
Los poteaux generalmente son miembros fieles del grupo político (militantes), o incluso a veces sus empleados, o a veces incluso vecinos o parientes de ellos, que no tienen mayor militancia política, pero que por compañerismo o simpatía con sus familiares o conocidos, aceptan cumplir con las formalidades requeridas.
A veces incluso estos poteaux ni siquiera viven o trabajan en la circunscripción en donde se presentan como candidatos, lo cual con frecuencia les obliga a declarar un domicilio que en realidad no frecuentan.
En casos excepcionales y por circunstancias diversas, en muchos casos derivados de un abstencionismo no esperado de votantes, o del desencanto de muchos votantes respecto del sistema político (por ejemplo, un escándalo reciente que afecte a uno o más partidos), inesperadamente una agrupación política y/o algunos de sus candidatos se tornan viables en una o varias circunscripciones, como por ejemplo fue el caso de la candidata Ruth Ellen Brosseau del Nouveau Parti Démocratique (NPD) en la elección federal canadiense del año 2011, en la circunscripción de Berthier-Maskinongé.
El fortalecimiento de un candidato de papel al rango de viable o de ganador, a veces es fruto de una estrategia exitosa o equivocada llevada a cabo por los dirigentes de uno o más partidos políticos. Recordemos por ejemplo los tejes y manejes de Néstor Kirchner, Francisco de Narváez, y Margarita Stolbizer en las elecciones legislativas en Buenos Aires del año 2009.